# Тиниан
Остров Тиниан е остров, влизащ в групата на Северните Мариански острови, разположени в югозападната част на Тихия океан. Намира се на 2 км южно от Сайпан. Няма развит туризъм.
През август 1945 г., от американската военна база на острова, излитат бомбардировачите B-29, които хвърлят атомните бомби над Хирошима и Нагасаки в Япония.